# Le Chillou
 Le Chillou  es una población y comuna francesa, en la región de Poitou-Charentes, departamento de Deux-Sèvres, en el distrito de Parthenay y cantón de Saint-Loup-Lamairé.

## Demografía
| 222 | 221 | 225 | 213 | 180 | 174 |
| Para los censos de 1962 a 1999 la población legal corresponde a la población sin duplicidades (Fuente: INSEE [Consultar]) |     |     |     |     |     |